# Trận Karánsebes
Trận Karánsebes (tiếng Romania: Caransebeș, tiếng Thổ Nhĩ Kỳ: ebeş Muharebesi) là một sự cố đạn pháo do chính nội bộ trong Quân đội Áo, được ghi nhận là đã xảy ra vào đêm 21 Tháng Bảy 17 tháng 9 năm 1788, trong Chiến tranh Áo-Thổ Nhĩ Kỳ 1787-1791.

## Trận chiến
Các phần khác nhau của một đội quân Áo, đang do thám các lực lượng của Đế chế Ottoman, đã bắn vào nhau do nhầm lẫn, gây thương vong cho bản thân. Trận chiến diễn ra vào đêm 21-22 tháng 9 năm 1788. Người Ottoman đã lợi dụng và chiếm được thành phố Karánsebes (nay là Caransebeș nay là Romania).
Một số lính Đức cố gắng ngăn đồng đội bỏ chạy bằng cách hét "dừng lại" ("Halt! Halt!"). Tuy nhiên, những người không biết tiếng Đức lại nghe thành "đấng Allah" ("Allah! Allah!") giống tiếng hô xung phong của quân Ottoman và càng tin rằng Karansebes đang bị tấn công.
Ước tính khoảng 10.000 người chết và bị thương vì sự cố tai hại này.
Hai ngày sau, quân Ottoman đến thị trấn và nhận thấy rằng cuộc tấn công theo kế hoạch không còn cần thiết. Gần như toàn bộ quân Áo đã mất khả năng chiến đấu và rút khỏi Karansebes, giúp quân Ottoman dễ dàng chiếm nơi đây. Một số tình tiết trong sự cố đêm 17 tháng 9 năm 1788 vẫn là đề tài gây tranh cãi trong giới sử gia, nhưng đây vẫn luôn được coi là một trong những sự cố đáng xấu hổ nhất trong lịch sử quân đội Áo.

## Thương vong
Khi xác định tổn thất, các ghi chép về sự cố này không phân biệt được những tổn thất do bắn nhầm vào nhau gây ra, những tổn thất do người Thổ Nhĩ Kỳ gây ra và những hậu quả do cướp bóc của người Áo hoặc bởi người Wallachia địa phương. Một ghi chép nói rằng lực lượng bảo vệ phía sau của Áo đã chịu 150 thương vong.  Một ghi chép khác cho rằng trong những ngày sau vụ việc, 1.200 người bị thương đã được đưa đến pháo đài lúc Arad, 60 km về phía bắc Timișoara.  Một ghi chép khác cho rằng 538 người, 24 jäger, và một sĩ quan mất tích sau vụ việc, nhưng hầu hết trở lại với nhiệm vụ. Cũng bị mất là 3 khẩu pháo và rương chứa bảng lương của quân đội.
Trong ghi chép của mình về vụ việc, Paul Bernard, tác giả của cuốn tiểu sử về Hoàng đế năm 1968 Joseph II, đã tuyên bố rằng sự cố hỏa hoạn thân thiện đã gây ra 10.000 thương vong; tuy nhiên, ông không cung cấp nguồn nào cho tuyên bố.  Neither the Austrian war archives' records nor those who have examined them corroborate Bernard's claim.  Ghi chép của Bernard về cuộc chiến đã bị bác bỏ vì không chính xác.  Tuy nhiên, yêu cầu 10.000 thương vong của Bernard đã được lặp lại bởi Geoffrey Regan.
Hàng chục ngàn người thương vong đã xảy ra trong hàng ngũ của người Áo trong chiến dịch năm 1788 của họ chống lại người Thổ Nhĩ Kỳ; tuy nhiên, phần lớn những thương vong đó là kết quả của bệnh tật, đặc biệt là sốt rét và kiết lỵ.